# 王爱霞
王爱霞（1932年5月22日—2023年7月1日），女，上海人，中国感染病学专家、医学教育家，中国医学科学院学术咨询委员会临床医学部学部委员，北京协和医学院一级教授，北京协和医院感染内科原主任，1956年毕业于上海第一医学院后进入北京协和医院工作，1985年6月发现中国大陆首例人類免疫缺陷病毒感染者。

## 生平
王爱霞1932年5月22日生于上海一个银行业者家庭，初中三年级时从中式学堂转学到全英语授课的圣玛利亚女中，从初三降级到初一，但此后仅用一个学期便跟上了学业。在初三第二学期，王爱霞罹患伤寒，且因庸医误诊而被迫休学一年，按学校规定本应退级重修初三课程，但王爱霞坚持不愿退级，教务长见其成绩一向优异，只得答应这一请求，王爱霞也因此立志行医。
1951年从圣玛利亚女中毕业后，王爱霞考入上海第一医学院医疗系，师从中国感染病学鼻祖戴自英，曾在戴自英所在的华山医院实习，1956年毕业后进入北京协和医院担任内科住院医师，师从中国现代内科学泰斗張孝騫与协和医院感染内科首任主任李邦琦，1961年成为内科总住院医师，1963年升为内科主治医师，1972年进入北京协和医院传染科（感染内科前身）。
1979年底，王爱霞赴澳大利亚进修肝炎和免疫学，以訪問學者的身份在墨尔本沃尔特和伊丽莎·霍尔医学研究所和费尔菲尔德传染病医院工作，并在细胞克隆技术专家唐纳德·梅特卡夫指导下接触早期细胞克隆技术，在澳期间当地电视台每晚黄金时段播出的关于艾滋病的宣传教育片也引起了王爱霞的注意。王爱霞回到中国后于1983年升为协和医院内科副教授，1984年担任北京协和医院内科副主任。此外，王爱霞于20世纪80年代初在全中国范围内率先开展了临床医护人员是否洗手与细菌数量的调查，推动了手卫生在医院的落实。
1985年6月4日，一名34岁、旅居美国15年的阿根廷籍男子来华旅游期间因发烧、咳嗽、严重肺部感染住进北京协和医院外宾病房，胸片显示为典型的卡氏肺孢子虫肺炎，时任内科副主任的王爱霞6月5日被请去会诊后怀疑该患者被HIV感染，要求立即抽血化验，会诊结束时取走5毫升血样，在实验室分离出约3毫升的血清标本后将其送往卫生部药品生物制品检定所检测。会诊当天，外宾医疗科另一名医师从该患者在洛杉矶的家庭医生处得知该患者1984年已被诊断患有艾滋病，合并PCP，且已断药两周。6月6日上午，该患者死于中毒性休克、呼吸循环衰竭，数天后的血清检测结果显示该患者血清HIV抗体与标准阴性血清OD值之比为59.7（比值大于5即为阳性）。此后，北京协和医院就该病例组织举办了临床病理讨论会，讨论结果以“临床病理讨论第96例——发热、咳嗽、进行性呼吸困难”为题，发表在1986年第25卷第7期《中华内科杂志》上。
1985年，王爱霞升任为北京协和医院感染内科主任，1986年成为卫生部艾滋病防治组成员，1987年担任中国医学科学院艾滋病防治组组长。1989年，王爱霞在协和医院检验科存有的67份已确诊梅毒病人的血清标本中筛查出一份HIV阳性标本，同年接诊中国本土确诊的第一例经性传染艾滋病病毒的感染者。
此后为深入研究艾滋病，王爱霞向协和医院领导申请建立P3实验室（全封闭隔离实验室），但因经费不足只得转让自己“粒细胞单克隆抗体细胞株（G-CSF）”的研究成果，并将自己的科研经费投入到实验室建设中，最终在卫生部和协和医院领导层的支持下于1994年建立起中国大陆医院内第一个P3实验室，1995年正式启用。1995年，王爱霞主持制定了艾滋病诊治的国家标准，2001年又主持了该国家标准的修改。
除艾滋病研究外，王爱霞还是中国大陆从事院内感染细菌变迁动向研究的先驱者，并率先对输血引起的丙型肝炎交叉感染提出了警告。王爱霞曾长期承担北京协和医学院八年制医学生教学工作，直至将近80岁时才因身体原因退出八年制医学生教学，2017年被授予北京协和医学院一级教授，2019年当选中国医学科学院学部委员。
2023年7月1日在北京逝世，享耆寿91岁，遗体告别仪式7月5日在北京协和医院外科楼告别厅举行。